# Neastacilla vicaria
Neastacilla vicaria är en kräftdjursart som först beskrevs av Hale 1946.  Neastacilla vicaria ingår i släktet Neastacilla och familjen Arcturidae. Inga underarter finns listade i Catalogue of Life.